# Иден, Оливер, 8-й барон Хэнли
Оливер Майкл Роберт Иден, 8-й барон Хэнли, 6-й барон Нортингтон (англ. Oliver Michael Robert Eden, 8th Baron Henley, 6th Baron Northington; родился 22 ноября 1953 года) — британский наследственный пэр и политик, консервативный член Палаты лордов. Он занимал ряд министерских постов в правительствах Маргарет Тэтчер, Джона Мейджора, Дэвида Кэмерона и Терезы Мэй, совсем недавно в качестве парламентского заместителя государственного секретаря в Департаменте бизнеса, энергетики и промышленной стратегии.
Лорд Хенли занимал должность государственного министра в Министерстве внутренних дел, ответственного за предупреждение преступности и снижение уровня антиобщественного поведения, в которой он сменил леди Браунинг с сентября 2011 по сентябрь 2012 года.

## Ранняя жизнь
Родился 22 ноября 1953 года. Старший сын и четвертый ребенок Майкла Фрэнсиса Идена, 7-го барона Хэнли (1914—1977), и Нэнси Мэри Уолтон (1928—2022). Образование получил в Клифтон-колледже. В 1975 году окончил Коллингвуд-колледж Даремского университета со степенью бакалавра искусств. Он был вызван в бар Миддл Темпл в 1977 году.

## Политическая карьера

### Наследственный пэр
Лорд Хэнли унаследовал титул пэра в 1977 году после смерти своего отца. Ирландский пэр, он может заседать в Палате лордов в силу пэрства Соединенного Королевства, предоставленного 3-му барону Хэнли, а именно барону Нортингтону. Он был избранным советником графства Камбрия с 1986 по 1989 год. Он также был в то время президентом Ассоциации местных советов Камбрии.
Он служил кнутом Палаты лордов при Маргарет Тэтчер с 1989 по июль 1990 года. Затем он стал парламентским заместителем министра социального обеспечения, сохранив эту должность, когда Джон Мейджор пришел к власти и служил до 1993 года. Затем его ненадолго перевели в министерство занятости, а в 1994 году он снова был мимолетно переведен в Министерство обороны. В 1995 году он был назначен государственным министром в министерстве образования и занятости, служа до тех пор, пока консервативное правительство не проиграло парламентские выборы 1997 года.

### Избрание в Палату лордов в 1999 году
С принятием Закона о Палате лордов 1999 года лорд Хэнли вместе почти со всеми другими наследственными пэрами потерял свое автоматическое право заседать в Палате лордов. Однако он был избран одним из 92 наследственных пэров, которые остались в Палате лордов до завершения реформы Палаты лордов. Сначала он был представителем оппозиции по внутренним делам, а затем стал главным кнутом оппозиции в Палате лордов с 1998 по 2001 год и представителем оппозиции по вопросам правосудия с 2003 по 2010 год.
После парламентских выборов 6 мая 2010 года лорд Хэнли был назначен парламентским заместителем министра окружающей среды, продовольствия и сельских дел (Defra) в кабинете Кэмерона. Он был назначен государственным министром в Министерстве внутренних дел 16 сентября 2011 года, с особой ответственностью за предупреждение преступности и снижение антиобщественного поведения, заменив баронессу Браунинг, которая ушла в отставку по состоянию здоровья . Он был членом Объединенного комитета по правам человека до ноября 2016 года. 21 ноября 2016 года было объявлено, что он назначен лордом в ожидании, один из правительственных хлыстов в Палате лордов. В дополнение к этой роли он был назначен парламентским заместителем государственного секретаря в Департаменте труда и пенсий 21 декабря 2016 года.
Он был назначен в Тайный совет Великобритании в 2013 году.

## Личная жизнь
11 октября 1984 года барон женился на Кэролайн Патриции Шарп, дочери Алана Шарпа. У пары четверо детей:
- достопочтенный Джон Майкл Оливер Иден (род. 30 июня 1988), старший сын и наследник титула.
- достопочтенная Элизабет Кэролайн Иден (род. 26 февраля 1991)
- достопочтенный Патрик Фрэнсис Иден (род. 23 ноября 1993)
- достопочтенный Эдвард Эндрю Иден (род. 16 июля 1996)

Родовое поместье — замок Скалби, Карлайл.